# Distúrbios em Albina em 2009
Os distúrbios em Albina em 2009 foram confrontos que se sucederam na madrugada de 24 para 25 de dezembro, na cidade de Albina, Suriname, a cerca de 150 km da capital, Paramaribo. Conta-se que um bairro da cidade, habitado em sua maioria por garimpeiros de diversas etnias, como chineses, peruanos, colombianos e principalmente brasileiros, foi atacado por cerca de mil surinameses (quilombolas negros do país, popularmente chamados «morenos»), armados com facas, armas e pedaços de pau, entre outros objetos.

## Os ataques
Um ataque brutal foi realizado contra cerca de 80 brasileiros (além de habitantes locais de origem chinesa, peruana e colombiana). Sete pessoas ficaram em estado grave. Os conflitos começaram por volta das 20h do dia @4, segundo um brasileiro que voltou ao Brasil após o ocorrido. "Tinha gente batendo e jogando brasileiros na água. Caí no rio e ajudei o pessoal que não sabia nadar", afirmou. Além dos espancamentos, foi divulgado que pelo menos 20 mulheres foram estupradas pelos quilombolas.

### Motivos
Na noite de 24 de dezembro houve uma desavença entre um brasileiro e um local na fronteira do Suriname com a Guiana Francesa. O motivo da discussão foi uma dívida. Um confronto levou à morte do surinamês com uma facada, dada pelo brasileiro. Em retaliação, houve um grande ataque de 300 locais contra os brasileiros que estavam morando ou acampando na comunidade.

### Mortos e feridos
Pelo menos 30 brasileiros tiveram de passar mais de 12 horas escondidos na floresta para escapar do conflito. "A gente caiu na mata. Passei a noite toda na mata, muita gente passou, sem luz, sem nada. Saímos lá pelas 9 horas, 10 horas da manhã", disse o garimpeiro Antônio José Silva Oliveira, um dos cinco brasileiros a desembarcar em Belém do Pará no dia 27 de dezembro, em um voo da Força Aérea Brasileira. Oliveira disse que um amigo dele está internado na Guiana Francesa, devido a um corte profundo no braço, provocado por facão. "É bem fácil que vão amputar o braço dele", afirmou."Foi fogo, foi fumaça, foi machado, foi gritaria, a gente merecia um Natal bom, tá entendendo mas não" afirma constrangido a sobrevivente Rita Silva. Ele afirmou que não tinha certeza sobre a ocorrência de mortes. Oliveira afirmou ter ouvido que uma grávida, segundo ele brasileira, e um rapaz teriam morrido no ataque. Sobre o rapaz, ele não sabia a nacionalidade. "Acho que sim [que era brasileiro], mas a gente não sabe", disse. O Itamaraty não confirmou mortes de brasileiros. "Não houve comprovação de mortes de brasileiros. As declarações dos nacionais ouvidos em Albina coincidiram com as dos brasileiros que se encontram em Paramaribo, no sentido de que não testemunharam nenhum assassinato de brasileiro", diz o órgão, em nota divulgada. Segundo a Agência Brasil, 9 feridos, entre eles a mulher que estava grávida e perdeu seu bebê nos ataques, estão na Guiana Francesa e não correm risco de morte. Os feridos foram encontrados pela cônsul geral do Brasil na Guiana Francesa, Ana Lélia Beltrame, que se deslocou para Saint-Laurent-du-Maroni, cidade separada da surinamesa Albina pelo rio Maroni.
Em contrapartida, a rádio surinamesa Radio Katolica, que é dirigida pelo padre brasileiro José Vergílio, divulgou que o ataque teria deixado 7 mortos. "Os números são contraditórios. O número não foi confirmado, mas já passa de sete mortos. A mulher que perdeu o bebê foi cortada, o bebê tirado da barriga e veio a falecer nesta tarde do dia 26. Encontramos um corpo na água e foi motivo de muito choque para todos", relatou o missionário. Inicialmente, o embaixador brasileiro no país tinha dito que uma grávida havia morrido. Depois, corrigiu a informação e afirmou que tinha sobrevivido, mas perdido o bebê. Não há informações de que trata-se da mesma mulher citada pelo padre. Segundo Vergílio, que é responsável pela mídia católica no Suriname e mora no país há oito anos, até o dia 26 de dezembro, pessoas brancas que circulassem pelas ruas de Albina poderiam ser vítima de represálias da população negra local. "A situação está sob controle militar nesse instante. A polícia local e o exército cercaram a área. Nenhuma pessoa branca pode permanecer na área e foram para capital ou para Guiana Francesa. Até índios nativos estão sendo confundidos com brasileiros", disse Vergílio. Duas brasileiras que estão no hospital de Saint-Laurent-du-Maroni, dizem que "morreram vários brasileiros" no incidente. "Muitos foram queimados, morreram a pauladas", relata uma delas. "Ainda hoje (26 de dezembro) estão aparecendo pessoas mortas e estão chegando pessoas no hospital. Eles fizeram uma barreira para os brasileiros não poderem fugir, e as pessoas estão isoladas, ou se escondendo no mato", relata a testemunha. "A polícia estava vendo tudo, só fazia olhar, porque tem medo deles. Eles não fizeram nada para nos proteger", afirma a brasileira. A outra brasileira conta que ficou presa num dos edifícios incendiados durante o ataque. "Respirei muita fumaça porque ficamos presos no lugar em que havia fogo, mas consegui fugir. Vimos muita gente apanhando. E agora não sabemos onde está metade dos brasileiros que conhecemos", diz.

## Resposta brasileira
Uma missão da Força Aérea Brasileira foi para Albina em 27 de dezembro, a pedido do Ministério das Relações Exteriores para auxiliar os brasileiros que vivem no local. Segundo a assessoria de imprensa do Itamaraty, não foram levados alimentos aos feridos, mas houve a tentativa de repatriar e trazer de volta os brasileiros que quisessem retornar ao Brasil. Dois diplomatas brasileiros foram enviados ao Suriname para acompanhar o trabalho mais de perto e avaliar a gravidade do conflito.

## Resposta surinamesa
A ministra interina de negócios estrangeiros do Suriname, Jane Aarland, garantiu ao ministério das Relações Exteriores do Brasil que seu país fará todos os esforços necessários para garantir a integridade física e a segurança dos brasileiros que vivem em seu país. Aarland conversou por telefone na noite de 26 de dezembro com o secretário-geral do Itamaraty, Antonio Patriota. Segundo o Itamaraty, a ministra conversou com Patriota e garantiu que o governo do Suriname vai trabalhar para evitar ataques a brasileiros.